# Le Tourne
Tourne – miejscowość i gmina we Francji, w regionie Nowa Akwitania, w departamencie Żyronda.
Według danych na rok 1990 gminę zamieszkiwało 698 osób, a gęstość zaludnienia wynosiła 276 osób/km² (wśród 2290 gmin Akwitanii Tourne plasuje się na 579. miejscu pod względem liczby ludności, natomiast pod względem powierzchni na miejscu 1551.).